# Clematis akebioides
Clematis akebioides là một loài thực vật có hoa trong họ Mao lương. Loài này được (Maxim.) H.J.Veitch mô tả khoa học đầu tiên năm 1912.